# Hypocreales
Ordre
Les Hypocreales sont un ordre de champignons du règne des Fungi. Leurs fructifications, lorsque le téléomorphe est connu, sont des périthèces, souvent de  couleurs vives. La plupart des hypocréales sont parasites de plantes, d'insectes ou de champignons, mais certaines espèces peuvent persister à l'état de saprophyte. L’ordre comporte actuellement plus de 2600 espèces réparties en 237 genres.
Le plus ancien représentant connu de l'ordre est Paleoophiocordyceps coccophagus un parasite de cochenilles datant de l'albien.

## Caractéristiques
Les périthèces sont disposés dans un stroma ou à sa surface.  Les asques sont unituniqués. Les ascospores sont au nombre de huit par asque.  Elles sont hyalines. Les paraphyses sont issues de la partie supérieure du périthèce.

## Liste des familles
- Bionectriaceae Samuels et Rossmanm, 1999
- Clavicipitaceae (Lindau) Earle ex Rogerson, 1971
- Hypocreaceae De Not., 1844
- Nectriaceae Tul. et C. Tul., 1844
- Niessliaceae Kirschst., 1939
- Cordycipitaceae [2]
- Ophiocordycipitaceae [2]